# Idrossibenzodiazepine

Formula di struttura dell'oxazepam, una comune idrossibenzodiazepina

Le idrossibenzodiazepine sono una classe di farmaci derivati dalle benzodiazepine. Dal punto di vista chimico si differenziano dalle altre benzodiazepine per la presenza di un gruppo ossidrilico in posizione 3.
Gli esempi includono:
- Cinolazepam
- Ciprazepam
- Doxefazepam
- Flutemazepam
- Lorazepam
- Lormetazepam
- Oxazepam
- Temazepam